# High-Definition Multimedia Interface

Logotyp för HDMI.

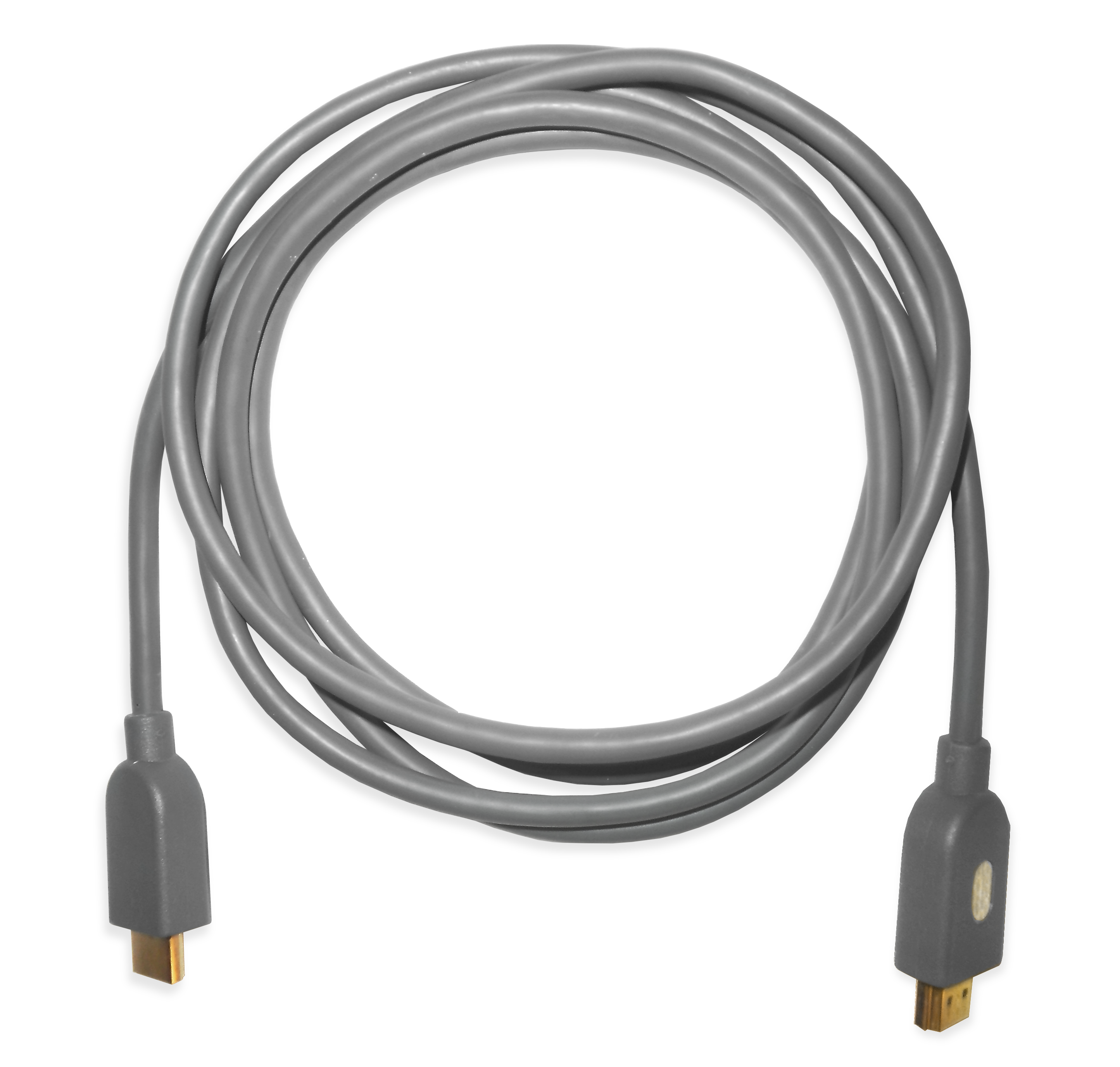
HDMI-kabel.

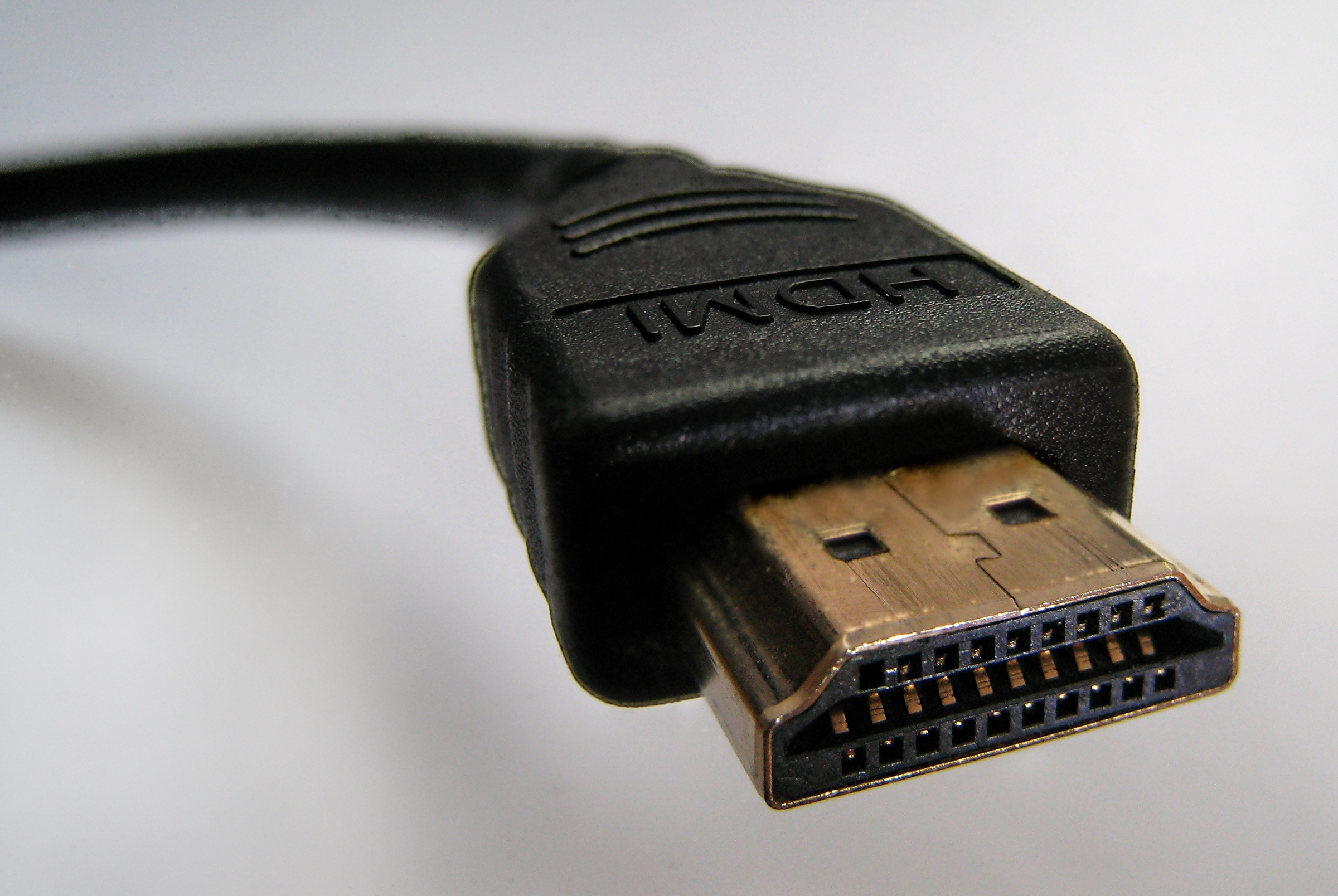
HDMI-kabel.

High-Definition Multimedia Interface, förkortat HDMI, är en gränssnittstandard för kabel med kontaktdon vid överföring av okomprimerade digitala ljud- och bildsignaler i en och samma kabel. Ett vanligt exempel är från en dator till en bildskärm, digitalbox eller en blu-ray-spelare till en TV.
Ljudet i HDMI kan vara alltifrån enkel mono till flerkanaligt precisionsljud som till exempel DTS HD Master Audio (men alltid i digitalt format). 
Bildsignalen överförs på liknande sätt som i Digital Visual Interface (DVI) och adaptrar samt kablar mellan HDMI och DVI finns. Kablar för HDMI finns i flera versioner; Standard HDMI, Standard HDMI med Ethernet, Standard Automotive HDMI (avsedd för anslutningar inom fordon, bilar), High-Speed HDMI, High-Speed HDMI med Ethernet upp till HDMI med 8K-upplösning i 60 Hz (60 bilder per sekund) och dynamisk HDR, dvs kan återge fler färger. Det finns fem typer av kontakter, till exempel en med 19 stift som kallas Typ-A och en med 29 stift som kallas Typ-B. Den senare är tänkt för bilder med en upplösning större än 1080p. Det finns även en Mini-HDMI-kontakt för bärbara enheter som digitalkameror.
Blu-ray och digitalboxar brukar uteslutande använda HDMI, särskilt digitalboxar med inbyggd hårddisk och CA-moduler för kortläsare, det vill säga abonnemangskanaler. DVB-T digitalboxar utan CA-moduler men med MPEG4-avkodning, fungerar dock med SCART till exempel för anslutning till DVD-spelare med eller utan hårddisk. Endast när det handlar om kodade kanaler för till exempel Boxer och Viasat krävs det stöd för det kopieringsskydd som kallas HDCP. Detta kopieringsskydd låter upphovsrättsinnehavaren bestämma var, när och hur materialet får användas. HDTV-märkt utrustning och utrustning med HDMI-kontakter stödjer inte automatiskt HDCP men HDCP är ett krav för HD Ready-märkning. 
Om man prenumererar på betal-TV i någon form som inte har stöd för HDCP men likväl använder HDMI istället för SCART, kan dessa kanaler fungera utan problem, eller visa lägre materialkvalitet eller inte visa något material alls. Detta är upp till upphovsrättsinnehavaren att avgöra. 
HDMI-standarden ägs, licensieras och utvecklas av HDMI Licensing, ett LLC-bolag grundat av Hitachi, Panasonic, Philips, Silicon Image, Sony, Thomson och Toshiba. I oktober 2011 skapades HDMI Forum som sedan dess presenterar specifikationerna för nya versioner.

## Versioner
HDMI standarden har utvecklats med tiden och finns i ett flertal versioner. Nya versioner är bakåtkompatibla med äldre.

### HDMI 1.0
December 2002. Var en enkelkabels digital audio/videoanslutning med en maximal överföringskapacitet på 4,95 Gbit/s. Stöd för upp till 165 megapixlar per sekund av video och 8-kanals/192 kHz/24-bitars ljud.

### HDMI 1.1
Maj 2004.
Stöd för DVD-Audio tillkom.

### HDMI 1.2
Augusti 2005.
Egenskaper och kapacitet för användning inom både hemelektronik- och PC-industrin förbättrades. Nytt var bland annat stöd för fler ljudformat, som Direct Stream Digital (DSD) för Super Audio CD (SACD) samt möjlighet att använda Typ A-kontakt för PC. Även förbättringar i fråga om färgrymd tillkom, då PC-källor fick möjlighet att enbart använda den ursprungliga RGB-färgrymd, utan krav på stöd av YCbCr-färgrymd, samtidigt som YCbCr-färgrymd stöddes för andra apparater. Ett krav för HDMI 1.2 och senare att stödja framtida lågvoltkällor, som till exempel produkter baserade på PCI Express I/O-teknik, tillkom också.
HDMI 1.2a som kom i december 2005 innebar att tester av egenskaper, kontroller av interaktivitet (förenlighetstester) och certifiering blev helt specificerade.

### HDMI 1.3
Juni 2006. Nytt var bland annat ökad överföringskapaciteten från 4,95 till 10,2 Gbit/s vilket medgav ökad bildfrekvens, upplösning och färgdjup. Detta innebar bättre stöd för framtida HD-skärmar. HDMI 1.3 stödjer 10-, 12- och 16-bitar färgdjup, både RGB och YCbCr, en markant ökning från tidigare version som stödde 8-bitar. Detta gav möjlighet att representera miljarder färgnyanser. Dessutom tillkom stöd för en bredare färgrymd, vilket undanröjde tidigare begränsningar i färgrymd.
Nytt var även stöd för Dolby TrueHD och DTS-HD samt automatisk synkronisering av bild och ljud (läppsynk). Även stöd för nya förlustfria ljudkomprimeringsformat tillkom: Dolby TrueHD, DTS-HD Master Audio och DTS-HD High Resolution Audio.
En alternativ mindre kontakt för små apparater som handhållna videokameror och digitalkameror tillkom också.
För konsumenten finns det ingen märkbar skillnad mellan HDMI 1.3 och HDMI 1.3a (november 2006) eller HDMI 1.3b (mars 2007). Dessa mindre förändringar i specifikationen handlar om tillverknings- och testningsfrågor och förändrar inte egenskaper eller funktionalitet.

### HDMI 1.4
Maj 2009.
Nytt var bland annat en inbyggd kanal (HDMI Ethernet Channel, förkortat HEC) i HDMI-kabeln för internetuppkoppling i högst 100 Mbit/s. Denna funktion medför att separat internetkabel ej behövs. Den högsta upplösningen höjdes till 4096 × 2160 i högst 30 Hz (30 bilder per sekund). Framtida stöd för återgivning av 3D-media och optimering av bilden beroende på vad som visas tillkom. Även en ljudåterkoppling som tillåter en TV-skärm med inbyggd TV-mottagare att skicka ljud direkt till en ansluten förstärkare så att en separat ljudkabel ej behövs tillkom. HDMI 1.4a släpptes i mars 2010 och innebar bland annat utökat stöd för och klargöranden angående 3D. HDMI 1.4b släpptes i oktober 2011 och innebar mindre klargöranden av innehållet i HDMI 1.4a.

### HDMI 2.0
HDMI 2.0 släpptes den 4 september 2013. Nytt var bland annat ökad bandbredd till 18,0 Gbit/s och stöd för 4K-upplösning i 60 Hz (60 bilder per sekund) samt bättre färger och fler ljudkanaler och även, i och med HDMI 2.0a, släppt 8 april 2015, stöd för HDR. HDMI 2.0b, släppt i mars 2016, innebar bland annat utökat stöd för HDR.

### HDMI 2.1
HDMI 2.1 presenterades officiellt av HDMI Forum den 4 januari 2017. Nytt var exempelvis stöd för 8K-upplösning (7 680 × 4 320 pixlar) i 60 Hz (60 bilder per sekund) och dynamisk HDR. Men även 4K-upplösning (4 096 × 2 160 eller 3 840 × 2 160 pixlar, den senare också kallad 4K UHD) i 120 Hz (120 bilder per sekund) stöds. Nytt var även finesser som Game Mode VRR, en teknik för adaptiv bildsynkronisering. Specifikationerna inkluderar också en ny kabel som är designad för den nya versionen och som klarar en bandbredd på 48 Gbit/s. De nya kablarna är bakåtkompatibla med HDMI 2.0 och äldre. För att dra nytta av den nya versionens kapacitet jämfört med den föregåendes krävs dock att man har hårdvara för detta.

### Skillnaden mellan aktiv HDMI och passiv HDMI
Begreppen aktiv och passiv finns inte i specifikationerna för test. Skillnaden handlar om HDMI-kablar. Aktiv HDMI-kabel har inbyggd elektronik för att tillåta längre kabellängder (i dagsläget över 15 meter), och dessa behöver egen strömförsörjning. Passiv HDMI är ren kabel som beroende på kvalitet i bland annat skärmning kan distribuera signalen upp till cirka 15 meter.